# Pesac
Pesac es una comuna ubicada en el distrito de Timiș, Rumania.

## Superficie
Posee una superficie de 34,17 kilómetros cuadrados.

## Demografía
Hasta 2021 la población era de 1835 habitantes, con una densidad de población de 53,70 habitantes por kilómetro cuadrado.